# 可待因
可待因（INN:codeine ）是一種阿片劑，也是嗎啡的前體藥物，主要用於治療疼痛、咳嗽和腹瀉。它也常被用作娛樂性用藥。可待因天然存於罌粟的汁液中。通常用於治療輕度至中度的疼痛。當與对乙酰氨基酚（撲熱息痛）或非類固醇消炎藥 (NSAID)（如乙醯柳酸（阿司匹靈）或布洛芬）聯合使用時，可能會產生更大的療效。沒證據支持其可用於抑制兒童急性咳嗽。歐洲方面並不建議12歲以下的個體使用它作為止咳藥。
此藥物通常利用口服方式給藥。在攝入半小時後開始發揮作用，兩個小時達到最大效果。作用時間持續約4到6個小時。
可待因與其他類阿片藥物一樣，具有濫用的可能性，造成成癮和過量使用的風險。
使用此藥物常見的副作用有嘔吐、便秘、瘙癢、頭暈和昏睡。嚴重的副作用有呼吸困難和成癮。個體於懷孕時期使用對於胎兒是否安全尚不清楚。個體於母乳哺育期間使用應該謹慎，因為可能會導致嬰兒發生阿片類物質過量。截至2016年，此藥物並不建議兒童使用。可待因在肝臟分解成嗎啡後而發揮作用，分解的速度由個人的基因而定。
法國化學家皮埃爾·讓·羅比蓋於1832年發現可待因。根據聯合國發佈的報告，全球於2013年約生產361,000公斤（795,000磅）可待因，使用量為249,000公斤（549,000磅），而成為最常使用的阿片類藥物。它已列入世界衛生組織基本藥物標準清單之中。可待因是天然存在的成分，在鴉片中的佔比為2%。

## 醫療用途
可待因用於治療疼痛、咳嗽和腹瀉。
雖有微弱證據顯示可待因可能對癌痛有幫助，但與其他鴉片類藥物相比，它更容易引起不良反應，其中便秘尤為常見。
可待因用於緩解咳嗽。但沒有證據支持其用於抑制兒童急性咳嗽。歐洲方面不建議12歲以下兒童使用可待因作為止咳藥。一些初步證據顯示，它可能可減輕成人慢性咳嗽。
可待因被用於治療腹瀉和以腹瀉為主的大腸激躁症。但對嚴重的腹瀉，更常使用的治療藥物是洛哌丁胺（對治療輕度腹瀉，無需處方即可取得）、地芬諾酯、鴉片酊或甚至是阿片酊。

### 配方
可待因以單方藥物和複方藥製劑兩種形式於市場上銷售，複方藥有：與乙醯胺酚合用（如 可待因/乙醯胺酚，商品名稱有Paracod、Panadeine和Tylenol-with-codeine 系列 - 包括Tylenol 3、1、2和4）、與阿司匹靈合用（如co-codaprin或與布洛芬合用（商品名稱有Nurofen Plus）。這些組合比單獨使用任何一種藥物更能提供更強的止痛效果（請參見藥物協同作用（drug synergy））。
可待因也常與其他鎮痛藥或肌肉鬆弛劑一起銷售，以及與非那西丁、萘普生、吲哚美辛、雙氯芬酸和其他藥物混合，以及做成更複雜的混合物，包括阿司匹靈 + 乙醯胺酚 + 可待因 ± 咖啡因 ± 抗組織胺和前述的其他藥劑。
僅含可待因的產品可憑處方取得，通常是緩釋劑量的形式。可待因也以止咳糖漿的形式銷售，其中包含零到6種其他活性成分，以及用於所有可待因適應症的止咳藥（例如商品名稱為Paveral的產品）。
注射用可待因僅皮下注射或肌肉注射方式適用，由於靜脈注射方式可能導致非免疫性肥大細胞脫顆粒，並導致嚴重過敏反應而成為禁忌症。有些國家也有銷售含可待因的栓劑。

## 副作用
使用可待因常見的副作用有昏睡和便秘。較不常見的副作用有瘙癢、噁心、嘔吐、口乾、瞳孔縮小、直立性低血壓、尿瀦留、欣快感和煩躁不安。罕見的副作用有過敏性反應、癲癇發作、急性胰腺炎和呼吸抑制。長期影響會因人而異，但可能包括性慾減退、冷漠和記憶力喪失，此與所有阿片類藥物相同。有些人可能會發生過敏反應，例如皮膚腫脹和皮疹。

### 戒斷症狀和依賴性
長期使用可待因會導致身體依賴，與其他阿片類藥物一樣。如果突然停藥，可能會導致嚴重的戒斷症狀 - 對藥物渴望、流鼻涕、打哈欠、出汗、失眠、虛弱、胃痙攣、噁心、嘔吐、腹瀉、肌肉痙攣、寒戰、易怒和疼痛。這些副作用也會由乙醯胺酚/阿司匹靈複方藥導致，但程度較可待因導致的為輕。為盡量減少戒斷症狀，長期使用者應在醫療專業人員監督下逐步減少可待因使用劑量。
可待因代謝成嗎啡（並進而代謝成葡萄糖醛酸化嗎啡結合物）確實會有導致使用者濫用的潛力，但沒證據顯示抑制CYP2D6（細胞色素 P450 2D6）對於治療可待因依賴有效。然而已有研究顯示在哺乳期的婦女使用可待因的情況下，CYP2D6與新生兒的毒性反應，乃至死亡存在關聯，尤其是在那些體內CYP2D6酶活性較高（即"超快"代謝者）的母親身上。

## 藥理學

### 藥效動力學
可待因是一種非合成的阿片類藥物。它是μ-阿片受體(MOR) 的選擇性激動劑。可待因本身對MOR的親和力相對較弱。
可待因並非直接作用於MOR，而是作為其主要活性代謝物嗎啡和可待因-6-葡萄糖醛酸的前藥，相比之下，這兩種代謝物才是更有效的MOR激動劑。
研究發現，可待因與嗎啡一起，作為一種內源性化合物存在於非人類靈長類動物去極化神經元的腦中，表明可待因可能在中樞神經系統中充當神經遞物質或神經調控劑。可待因會引起TLR4信號傳導，而導致異常性疼痛和痛覺過敏，與嗎啡作用一樣。它不需要轉化為嗎啡即可增加疼痛敏感性（可能會讓疼痛感覺更強烈，而不一定總是減輕疼痛）。

### 作用機轉
可待因是一種阿片類藥物，也是μ-阿片受體 (MOR) 激動劑。它作用於中樞神經系統，產生鎮痛效果。它在肝臟中經由代謝產生嗎啡，後者對μ-阿片受體的效力是可待因的10倍。阿片受體是G蛋白偶聯受體，通過下游信號傳導正向和負向調節突觸傳遞。可待因或嗎啡與μ-阿片受體結合後會導致神經元超極化，而抑制傷害性神經遞質的釋放，由於神經元興奮性降低，而產生鎮痛效果，並提高疼痛耐受性。

### 藥物動力學
可待因在肝臟內轉化為嗎啡，並由細胞色素P450酶CYP2D6催化。CYP3A4（細胞色素P450 3A4酶）產生去甲可待因，而UDP-葡萄糖醛酸轉移酶 2B7將可待因、去甲可待因和嗎啡結合到相應的3-和6-葡萄糖醛酸酯上。研究人員Srinivasan、Wielbo和Tebbett推測，可待因-6-葡萄糖醛酸酯負責可待因大部分的鎮痛作用，因此用藥者會體驗到鎮痛效果。許多不良反應仍然會在代謝能力薄弱的個體中出現。反過來，有0.5%到2%的人是"快代謝者"，這類個體的2D6基因多個拷貝會產生高水平的CYP2D6，比其他人更快將可待因代謝。
可待因的活性代謝物中，尤其是嗎啡，因與μ-阿片受體結合並將其激活而發揮作用。在能夠廣泛代謝可待因的人群中，攝取30毫克的可待因劑量最多可產生4毫克的嗎啡。

## 化學性質
雖然可待因可以直接從鴉片中提取，但大多數可待因是通過O-甲基化（此處的O代表氧）過程，從數量更豐富的嗎啡合成而來，合成過程最早由Robert C. Corcoran和Junning Ma兩人在20世紀末完成，並申請專利。

### 與其他阿片類藥物的關係
一些阿片類藥物如氫可酮、羥考酮、雙氫可待因及其衍生物與可待因有關聯 - 可待因在其早期開發中受到使用，但這些阿片類藥物現在通常是從其他鴉片生物鹼合成，特別是蒂巴因。其他系列的可待因衍生物包括異可待因及其衍生物（於1920年左右開始在德國開發）。一般來說，各類嗎啡衍生物，如酮類、半合成物（如二氫嗎啡）、鹵代嗎啡、酯類、醚類等），都含有可待因、雙氫可待因和異可待因類似物。乙酰可待因酯是街頭海洛因中常見的活性雜質，地下工廠從鴉片中提取嗎啡時，此可待因雜質往往會與嗎啡溶解在一起。

## 歷史
可待因（3-甲基嗎啡）是一種生物鹼，存於罌粟所產的鴉片中。罌粟因具有多種藥用特性（鎮痛、止咳和止瀉）和催眠特性，在人類史上一直被種植和利用，這些特性與其活性成分的多樣性有關，其中包括嗎啡、可待因和罌粟鹼。
鴉片中含有約20種生物鹼。鴉片中嗎啡的濃度約為10%，而鴉片中可待因的含量低於0.5%。
早在1880年代，甚至直到1950年代，人們曾嘗試使用可待因、嗎啡以及鴉片來治療糖尿病。
自從可待因被發現以來，已經製備出許多種可待因鹽。最常用的有鹽酸鹽、磷酸鹽、硫酸鹽和檸檬酸鹽。

## 社會與文化
可待因是世界上使用最廣泛的阿片類藥物，根據包括世界衛生組織及其前身國際聯盟在內的眾多組織的報告，它也是最常用的藥物之一。

### 名稱
在美國、英國和澳大利亞，可待因通常以鹽的形式出售，形式為硫酸可待因鹽或磷酸可待因鹽。鹽酸可待因在全球更常見，檸檬酸鹽、氫碘酸鹽、氫溴酸鹽、酒石酸鹽和其他鹽類也可見。可待因的化學名稱是 morphinan-6-ol, 7,8-didehydro-4,5-epoxy-3-methoxy-17-methyl-, (5α,6α)-。

### 娛樂性用途

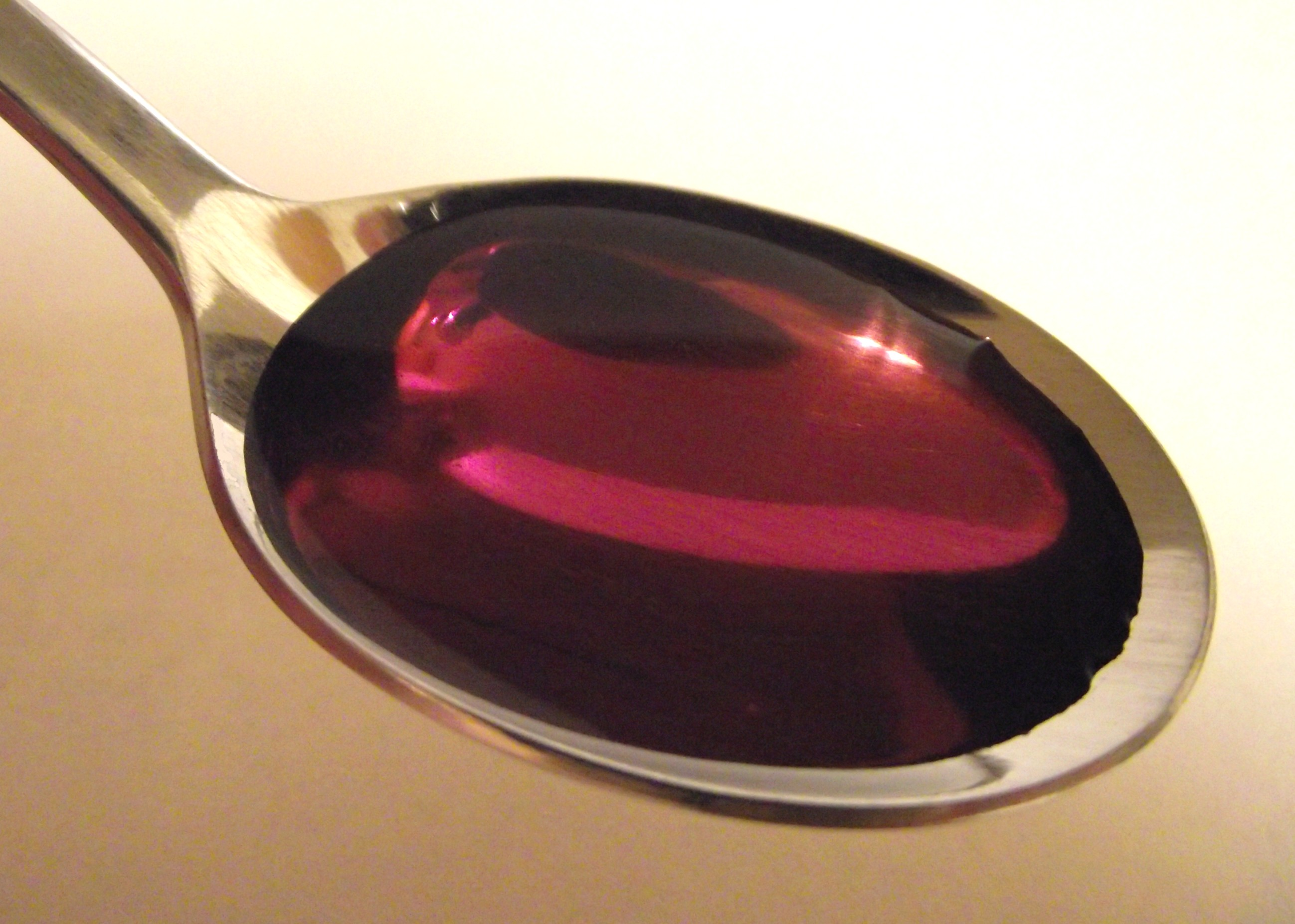
一勺嗨嗨水（異丙嗪／可待因）組合糖漿呈現出特有的紫色。可作娛樂性用藥使用。

海洛因（二乙酰嗎啡）或其他阿片劑/類阿片成癮者在其偏好的藥物無法獲得或負擔不起時，可能會使用可待因來緩解戒斷症狀。
可待因也可與止噁心藥物 - 異丙嗪 - 結合，以糖漿的形式提供。以"Phenergan with Codeine"的品牌名稱或以"異丙嗪/可待因"的通用名藥物形式銷售，它在1990年代開始與軟性飲料混合作為娛樂性藥物，有"syrup"、"lean（嗨嗨水）"或"purple drank"等多種名稱。UGK雙人組中的饒舌歌手Pimp C，由於過量服用這種組合而喪命。
非法藥物工廠會利用可待因來製造嗎啡。

### 檢測
可在可待因使用者的血液、血漿或尿液中定量檢測出可待因及其主要代謝物，用以檢測治療過程、確認使用或協助法醫進行死因調查。藥物濫用篩查通常透過檢測個體的尿液、頭髮、汗液或唾液來確定。

### 法規狀況
依據《麻醉藥品單一公約》，可待因在全球各地都受到管制，其管制等級（附表二或附表三）則依濃度而定。在澳大利亞、加拿大、紐西蘭、瑞典、英國、美國和許多其他國家，可待因受到各種麻醉品管制法律監管。在一些國家，它可從持照藥劑師處購買複方藥形式的藥物，無需醫療處方，每一藥片、膠囊，或是單位劑量的液體中，可待因的含量都不能超過20毫克，或與乙醯胺酚聯合使用時每一單位劑量的可待因可達30毫克。
截至2015年，在歐盟成員國中，有11個國家（保加利亞、塞浦路斯、丹麥、愛沙尼亞、愛爾蘭、拉脫維亞、立陶宛、馬爾他、波蘭、羅馬尼亞和斯洛文尼亞）允許銷售可待因固體劑型的非處方藥。

## 註解
1. ↑  S4 only if in drug combinations; see #Legal status.
2. ↑  Pharmacy medicine if purchased in a low dose from a licensed pharmacy or in low dose drug combination; see #Legal status.
3. ↑  Schedule III-V only if in drug combination; see #Legal status.
4. ↑  Schedule III only if in drug combination; see #Legal status.

## 延伸閱讀
- Dean L. . Pratt VM, McLeod HL, Rubinstein WS,  et al  (编). . National Center for Biotechnology Information (NCBI). 2012  [2025-02-23]. PMID 28520350. Bookshelf ID: NBK100662. （原始内容存档于2020-10-26）.